# Mock apple pie
La mock apple pie, anche conosciuta come torta cracker, è un dolce imitazione della apple pie, ma senza mele. È un grande classico americano, orgoglio della cucina statunitense sin dagli inizi del novecento.

## Storia
È probabile che la torta abbia origine nell'Ottocento, quando i pionieri americani a corto di rifornimenti di mele fresche trovarono il modo di fare la loro torta preferita senza questo frutto. Gli americani, anche se delusi dalla mancanza di mele, furono subito affascinati dalla versatilità della ricetta, che è così diventata un successo pubblico.  Il sapore di questa torta è molto simile a quello della apple pie: l'acidità del cremor tartaro consente ai cracker di mantenere il loro aspetto e scompone lo zucchero in una forma più simile a quello presente nelle mele.
Nel diciannovesimo secolo esistevano molte diverse versioni di questa torta, per lo più fatta con briciole e avanzi. Già "La casalinga frugale" (o Complete woman cook) di Susannah Carter (1772), che raccoglie ricette e suggerimenti di vita con l'intento di recuperare il cibo da buttare via e evitare sprechi, testimonia come venisse utilizzata la crosta essiccata del pane per i budini. 
Una versione risale al 1868 nel "libro di ricette della signora Putnam e della sua giovane assistente domestica", un'altra è di Quaker Minnie, del 1857, e un'altra ancora di Sue Smith di Handerson del 1858; quest'ultima in una lettera alla sua amica Bet afferma: "Ho imparato a fare un nuovo tipo di torta che vorrei che voi tutti assaggiaste, fatene un po' e vedrete se non l'amate. Prendi un cucchiaino colmo di acido tartarico e scioglilo in acqua, un cucchiaino pieno di zucchero e mescola; dopo prendi un biscotto freddo o pane chiato e sgretolalo". Un'altra versione appare nel 1863 nel Confederate Receipt Book e nel libro di cucina "Come cuciniamo a Los Angeles" di Mrs. B.C. Whiting, 1894, considerato “Pioniere della Torta di Mele in California, 1852". Una versione del 1870 indica la torta come una "buona ricetta primaverile".
Nel 1935 i salatini Ritz hanno introdotto, sul retro del loro pacchetto, questa torta a base di Ritz, ricetta che è diventata un classico.

## Ingredienti
È costituita da due strati di pasta come la classica apple pie ma con un ripieno che non utilizza le mele.
Il ripieno viene preparato con: cracker, uova, burro, zucchero, cremor tartaro, succo di limone, preferibilmente spremuto su singole fette e cannella.